# Yorosso
Yorosso est une localité et une commune rurale malienne, chef-lieu du cercle de Yorosso, dans la région de Koutiala.

## Géographie
La localité de Yorosso est située sur la route L417 à 111 km, à l'est du chef-lieu régional Koutiala. 
| Kiffosso 1 | Kiffosso 1 | Ménamba 1 |
| Karangana  | Yorosso    | Ménamba 1 |
| Karangana  | Koury      | Mahou     |

## Histoire
Lors de la réforme administrative de 2023, la commune et le cercle de Yorosso sont transférés de la région de Sikasso à la région de Koutiala instaurée depuis 2012.

## Villages
La commune s'étend sur 10 localités relevées lors du recensement général de 2009. 
Les villages les plus peuplés sont :
- Yorosso (6 310 habitants)
- Zandieguela (3 508 habitants)
- Simona (2 388 habitants)

En 2023, la loi 2023-007 attribue à la commune 10 villages, fractions ou quartiers  :
- Yorosso
- Toro 1
- Toro 2
- Toro 3
- Zandieguela
- Diarakoungo
- Nampena
- Neresso
- Karagouroula
- Simona

## Politique
| Année | Maire élu       | Parti politique |
| ----- | --------------- | --------------- |
| 2004  | Kalifa Goïta    | Parena          |
| 2009  | Abdoulaye Goïta | URD             |